# Nicole Weegmann

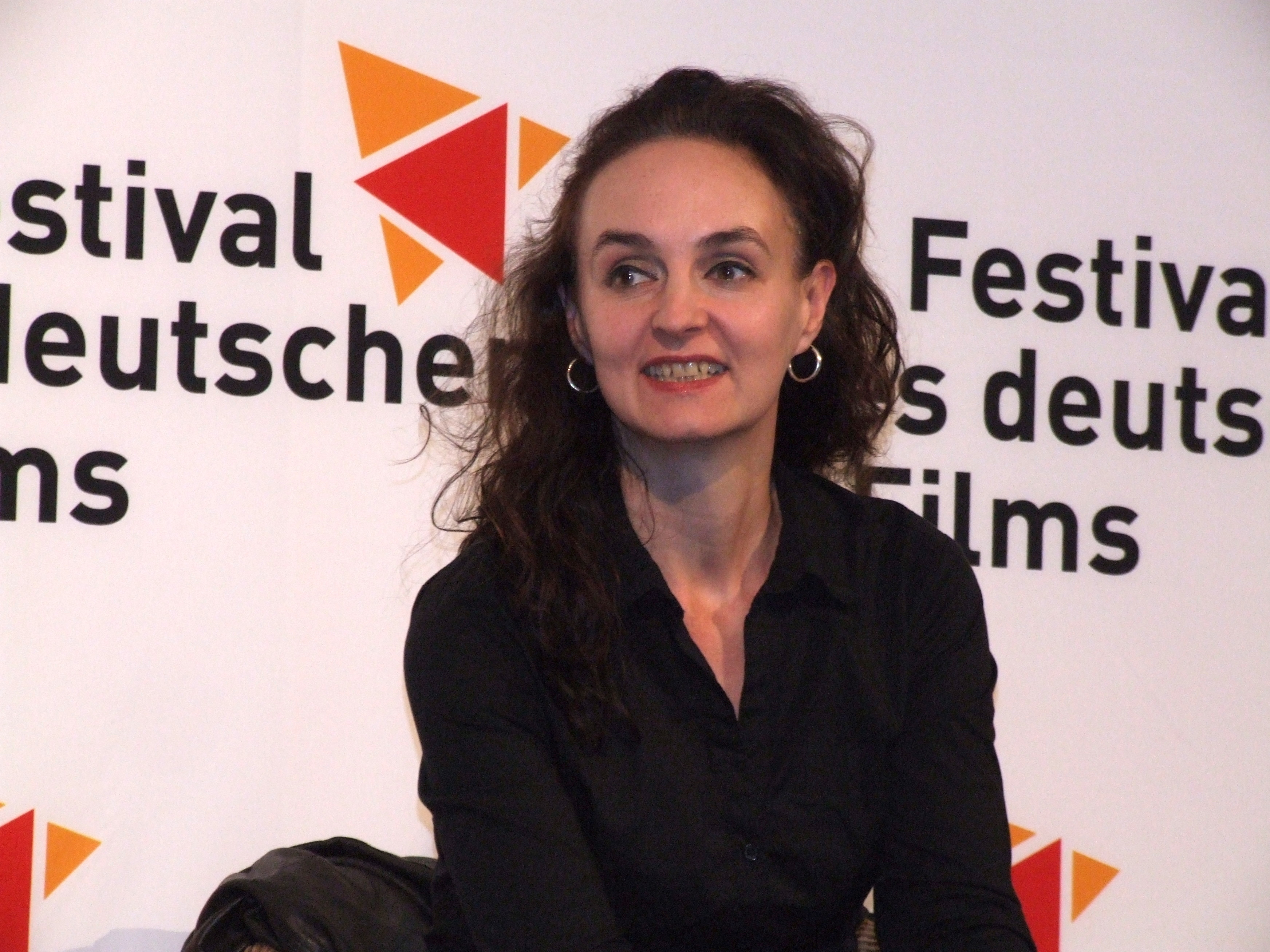
Nicole Weegmann 2011 auf dem Festival des deutschen Films, Parkinsel, Ludwigshafen

Nicole Weegmann (* 1966 in Karlsruhe) ist eine deutsche Filmregisseurin.

## Leben
Nicole Weegmann wurde in Karlsruhe geboren. Nach dem Abitur und einem Auslandsaufenthalt in Italien begann sie eine Ausbildung als Fotografin am Lette-Verein in Berlin. Anschließend studierte sie audiovisuelle Künste an der Kunstakademie (Gerrit Rietveld Academie) in Amsterdam. Danach studierte sie von 1991 bis 1997 an der Filmakademie Baden-Württemberg, die sie mit Diplom im Fach Regie und szenischem Film abschloss. Neben ihrer Tätigkeit als Regisseurin doziert Weegmann auch Spiel- und Dokumentarfilmregie an der internationalen filmschule in Köln. 

## Filmografie
- 1992: Kreisel Macher Brumm (an der Filmakademie Baden-Württemberg, 10 Minuten Kurzspielfilm), Regie und Buch zusammen mit Christian Diedrichs
- 1996: Kalter Schlaf (an der Filmakademie Baden-Württemberg, 45 Minuten Kurzspielfilm), auch Buch mit Jürgen Matthäi
- 1997: Steig aus und hau ab (an der Filmakademie Baden-Württemberg, 20 Minuten Kurzspielfilm), auch Buch mit Jürgen Matthäi
- 2000: Wolfsheim (auch Drehbuch)
- 2003: Tatort: Romeo und Julia
- 2005: Rabenkinder (auch Drehbuch)
- 2008: Ihr könnt euch niemals sicher sein
- 2010: Schenk mir dein Herz (Verweistitel: Etwas Besseres als den Tod)
- 2010: Solange du schliefst
- 2012: Mobbing
- 2013: Es ist alles in Ordnung
- 2015: Tatort: Hydra
- 2016: Ein Teil von uns
- 2017: Das Leben danach
- 2019: Marie Brand und der Reiz der Gewalt
- 2021: Tatort: Borowski und die Angst der weißen Männer

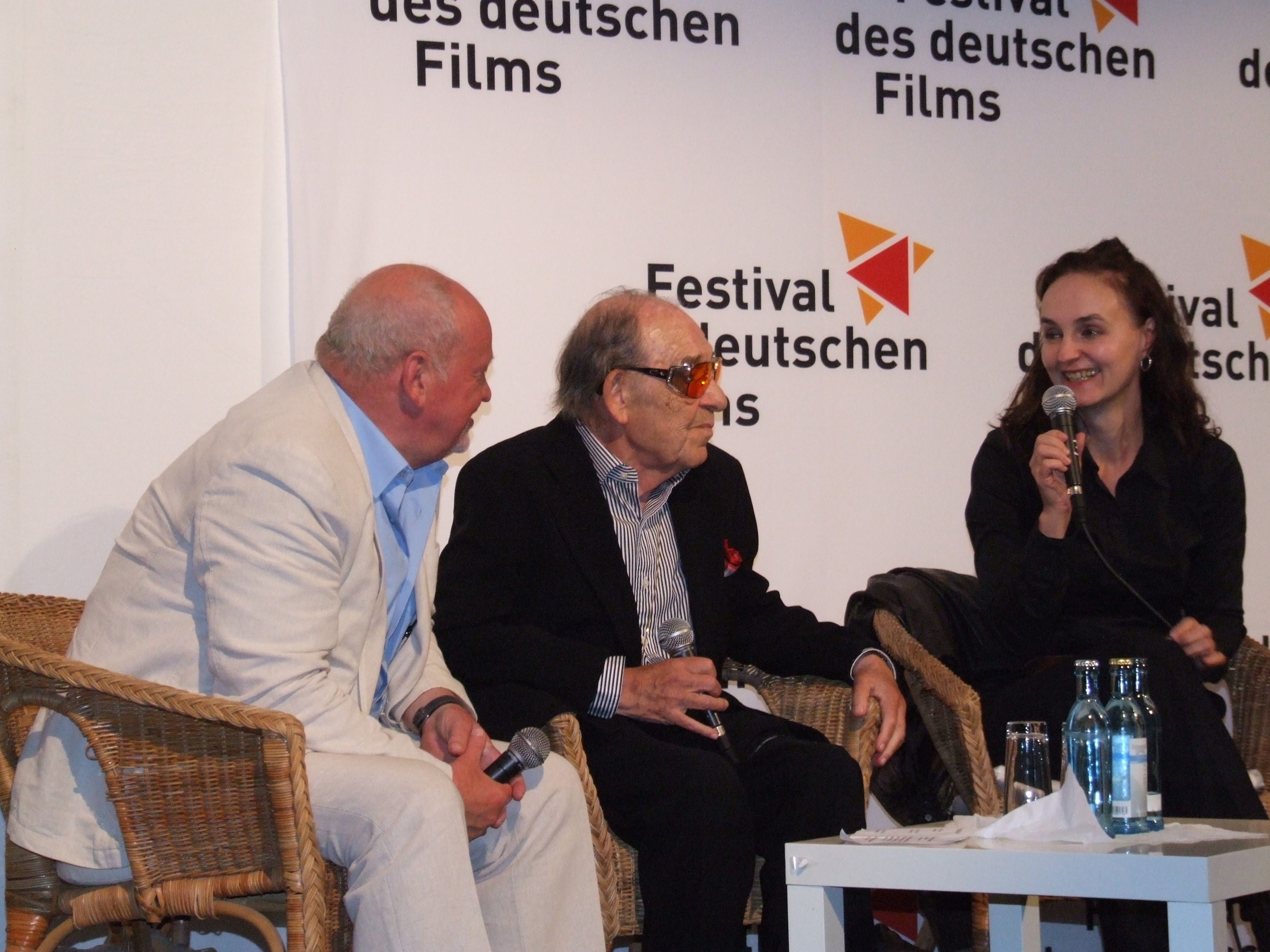
Nicole Weegmann 2011 mit Hauptdarsteller Paul Kuhn und Josef Schnelle im Filmgespräch zu ihrem Musikfilm Schenk mir dein Herz auf dem Festival des deutschen Films, Parkinsel, Ludwigshafen

- 2022: Alice
- 2024: Querschuss

## Auszeichnungen
- Preis für die beste Regie und Goldmedaille der IDAF Duisburg 1993 und Preis des Bürgermeisters der Stadt Duisburg für Kreisel Macher Brumm
- Österreichischer Preis für den besten Film auf der Danubiale
- Publikumspreis des Kellerkino Berlin 1994
- Wolfsheim: gewinnt den Nachwuchs-Regiepreis MFG-Star Baden-Baden 2000. Wolfsheim wurde ebenfalls nominiert für den MFG Drehbuchpreis 2000.
- Ihr könnt Euch niemals sicher sein:  gewann im Rahmen des Fernsehfilm-Festivals Baden-Baden 2008 den 3sat-Zuschauerpreis[2]. Weiter gewann er den Förderpreis der DEFA-Stiftung beim Internationalen Filmfestival für Kinder und junges Publikum Schlingel 2008 in Chemnitz.[3] Bei der FIPA (Festival International de Programmes Audiovisuels) in Biarritz 2009 gewann er den Hauptpreis in der Sektion Fiction, die FIPA D´OR, sowie den Preis für das Beste Drehbuch.[4] Weiter gewann er den österreichischen Fernsehpreis Romy für den besten Film des Jahres. Weegmann wurden mit dem Adolf-Grimme-Preis 2009 ausgezeichnet.[5][6] Auf dem Festival des deutschen Films 2009 in Ludwigshafen gewann Ihr könnt euch niemals sicher sein den Publikumspreis. Für den Deutschen Fernsehpreis 2009 war der Film in den Kategorien Bester Fernsehfilm und Beste Regie nominiert.
- Schenk mir dein Herz gewann den TV-Produzentenpreis 2010 des Filmfest Hamburg, Sektion 16:9[7]
- Mobbing: Nicole Weegmann erhielt den Metropolis-Preis 2013 des Regieverbands für die beste Regie // Preis für die beste Produktion 2013 der Deutschen Akademie für Fernsehen (DAFF) // nominiert zum Adolf-Grimme-Preis 2014 // Susanne Wolff gewinnt den Deutschen Fernsehpreis 2013 beste weibliche Hauptrolle // Nominierung Tobias Moretti Bayerischer Fernsehpreis 2013 beste männliche Hauptrolle
- Es ist alles in Ordnung: Nicole Weegmann wird von der Deutschen Akademie für Fernsehen für die beste Regie 2014 nominiert // Silver World Medal beim New York Festival 2015 // nominiert zum Adolf-Grimme-Preis 2015 // Nominierung deutscher Fernsehpreis 2014 bester Hauptdarsteller (Mark Waschke) und beste Hauptdarstellerin (Silke Bodenbender) // Nachwuchspreis des Deutschen Fernsehpreises und der DAFF 2014 an Sinje Irlinger // Nominierung DAFF 2014 bester Schnitt (Andrea Mertens)
- Tatort – Hydra: Preis für den besten Hauptdarsteller (Jörg Hartmann) und das beste Drehbuch (Jürgen Werner) beim Krimifilmfestival Wiesbaden 2015 // nominiert für den Krimipreis der Hansestadt Hamburg zu Ehren Jürgen Rolands 2015
- Ein Teil von uns: Adolf-Grimme-Preis 2017 an Nicole Weegmann, Esther Bernstorff, Jutta Hoffmann, Brigitte Hobmeier // Metropolis-Preis 2017 Regiepreis des BVR (Bundesverbands der Film- und Fernsehregisseure) an Nicole Weegmann // Fernsehfilmfestival Baden-Baden 2016: 3sat-Zuschauerpreis und bestes Drehbuch (Esther Bernstorff), beste Hauptdarstellerinnen (Jutta Hoffmann, Brigitte Hobmeier) // AZ-Stern für die beste Regie an Nicole Weegmann // Goldene Kamera 2017: nominiert als bester Film und beste Hauptrolle (Jutta Hoffmann) // deutscher Schauspielerpreis 2017 an Jutta Hoffmann // Nominierung deutscher Fernsehpreis Jutta Hoffmann // Festival de Television de Monte Carlo 2017: SIGNIS Prize und Monaco Red Cross Prize
- Das Leben danach: nominiert zum Adolf-Grimme-Preis 2018 // Robert-Geisendörfer-Preis 2018 (Regie Fernsehen: Das Leben danach) // DAFF 2018 nominiert in den Kategorien beste Regie und beste Hauptdarstellerin (Jella Haase) // Ruhrpott Preis der Jury der Leser der Ruhrnachrichten 2017 // Medienkulturpreis 2017 an Lucia Keuter beim Festival des deutschen Films in Ludwigshafen